# Gabriele Chilà
Gabriele Chilà (* 17. September 1997 in Reggio Calabria) ist ein italienischer Leichtathlet, der sich auf den Weitsprung spezialisiert hat.

## Karriere
Erste internationale Erfahrungen sammelte Gabriele Chilà im Jahr 2016, als er bei den U20-Weltmeisterschaften in Bydgoszcz mit einer Weite von 7,52 m in der Qualifikation ausschied. Im Jahr darauf belegte er bei den U23-Europameisterschaften ebendort mit 7,52 m den achten Platz und 2018 gewann er bei den U23-Mittelmeermeisterschaften in Jesolo mit einem Sprung auf 7,82 m die Silbermedaille hinter seinem Landsmann Filippo Randazzo. Im Jahr darauf gewann er dann bei den U23-Europameisterschaften in Gävle mit 8,00 m die Bronzemedaille hinter dem Griechen Miltiadis Tendoglou und Héctor Santos aus Spanien. 2022 startete er bei den Mittelmeerspielen in Oran und gelangte dort mit 7,58 m auf Rang sieben. 
2020 wurde Chilà italienischer Hallenmeister im Weitsprung.

## Persönliche Bestleistungen
- Weitsprung: 8,00 m (+0,5 m/s), 12. Juli 2019 in Gävle
  - Weitsprung (Halle): 8,00 m, 22. Februar 2020 in Ancona